# Tachinomyia
Tachinomyia – rodzaj muchówek z rodziny rączycowatych (Tachinidae).

## Wybrane gatunki
- T. acosta Webber, 1941[1]
- T. apicata Curran, 1926[1]
- T. cana Webber, 1941[1]
- T. dakotensis Webber, 1941[1]
- T. floridensis Townsend, 1892[1]
- T. montana (Smith, 1917)[1]
- T. nigricans Webber, 1941[1]
- T. panaetius (Walker, 1849)[1]
- T. similis (Williston, 1893)[1]
- T. variata Curran, 1926[1]